# صباح زوين
صباح الخراط زوين: شاعرة وكاتبة وناقدة وصحافية لبنانية راحلة (1955 - 2014)، قصائدها مترجمة في انطولوجيات مختلفة من فرنسية وإنكليزية وأميركية واسبانية وألمانية وبرتغالية وهولندية وسويدية، وحائزة رتبة ماجستير في السوسيولوجيا من جامعة كومون ويلث

## سيرة في سطور
ولدت صباح الخراط زوين في المروج ـ لبنان في العام 1955، من أب لبناني وأم أسبانية، وتعلمت في مدارس الرهبات اللبنانية، وأكملت دراستها الجامعية في فرنسا وكندا. 

هاجرت إلى كندا لسنوات، ثم عادت إلى بيروت. شغفت باللغة والشعر منذ بدايتها، وأصدرت 12 مجموعة شعرية عدا الترجمات والأنطولوجيات.

عملت في جريدة النهار (الصفحة الثقافية) بين 1986 و2004، في كل من النقد الأدبي، والسينمائي. وعملت في الترجمة (الترجمة الصحافية، لكنها ترجمت أيضا كتبا من شعر ورواية وسوسيولوجيا.

راسلت بشكل غير ملتزم: جريدة السفير، وجرائد ومجلات لبنانية وعربية أخرى، وشاركت في مهرجانات شعرية عالمية عدة، وألقت محاضرات أدبية في الجامعات اللبنانية والأوروبية.

تعرف ست لغات: إضافة إلى العربية، الفرنسية، الإنكليزية، الإسبانية، الإيطالية، الألمانية. وتناولَ شعرَها كلٌ من النقد الأكاديمي والنقد الصحافي، وفيها قيل، على سبيل المثال، انها: «جريئة في تناول الجملة العربية كما تناولتها». 

اشتغلت على ترجمات عن الفرنسية والإسبانية، وأصدرت أنطولوجيات عدة، كانت واحدة منها عن الشعر اللبناني، وثانية جمعت فيها 30 شاعراً لبنانياً مع العدد نفسه من شعراء الأرجنتين، وثالثة بالفرنسية حملت عنوان «أصوات لبنانية معاصرة».

 كتبت ديوانها الأخير «عندما الذاكرة وعندما عتبات الشمس»، خلال معاناتها من مرض السرطان الذي أودى بها.

## أسلوبها الشعري
الشاعرة زوين شاعرة خصبة ومتنوعة الإنتاج، لكن ما يميزها، بحسب الشاعر اللبناني محمد علي شمس الدين هو أسلوبها في الكتابة وطريقتها في تشكيل النص الشعري من نتف الكلمات ونتف الجمل، ودخولها في مغامرة كتابية من الاختزال اللغوي والنحوي معاً، أساسه اللعثمة، والجمل الناقصة، والتركيب الذي يُضمر أكثر مما يُظهر. وهو أسلوب اختصت به زوين في باب التجريب الشعري الحديث في قصيدة النثر العربية. 

ويلاحظ القارئ لشعرها ظلالاً على كتابتها من شوقي أبي شقرا، في شكل خاص، ومن أنسي الحاج، ولعلّ أثراً أسلوبياً من العهد القديم والجديد، مترجمين إلى العربية، ظهر في تركيب الجملة في كتابتها، كقولها: 

كانت نافذة/ وكانت عتمة داخل النافذة/ أما الرصيف/ فمبلل بعد مطر كان/ وفي غيابك أنا كنت

كتبت زوين عدداً من دواوينها الأولى بالفرنسية، فصدر لها أربع مجموعات شعرية قبل أن تبدأ الكتابة بالعربية، وترجمت هي نفسها دواوينها التي وضعتها بالفرنسية إلى العربية. لكنّ كلمة «ترجمة» تجاه هذا العمل لا تفي بالموضوع، وربما الأصح أنها عادت فكتبتها بالعربية. 

يلوح لنا شكل من المتوالية التعبيرية بين لغتين في شعر صباح خراط زوين، ما يعنــي أن تقنية التفتيت والتفكيك، وقضم الجمل من أطرافها، وقضم المشاهد والموضوعات، هي صدى لصراع ذات الذات، وهي الذات الشعرية المتمثلة في الذات، على ما يرى نوفاليس، ويذكره باشلار في كتابه «شاعرية أحلام اليقظة».
ولعلها بين شاعرات جيلها - بحسب محمود شريح - في الصف الأول لجهة صلابة عبارتها، وشفافيتها في آن واحد. فلصباح ثقافة عالية ومراس عنيد، أحدثت في نص الحداثة تحولاً جذرياً. جاءت بصمت وغادرت بصمت، لكن تبقى قصيدتها على مدى ثلاثة عقود مرجعاً أساسياً لرسم اتجاه سهم الحداثة منذ الخمسينيات من القرن المنصرم.

### شاعرة القلق الإبداعي
كتب الشاعر والصحافي عبده وازن في يوم رحيلها: 

"رحلت الشاعرة اللبنانية صباح زوين عن سبعة وخمسين عاماً قضت ردحاً طويلاً منها منكبة على الكتابة والترجمة، متنقلة بين لغات عدة، العربية والفرنسية والإسبانية، وهذه أخذتها عن والدتها الأرجنتينية. وكانت استهلت مسارها الشعري بالفرنسية فأصدرت فيها ديوانين (على رصيف عارٍ، هيام أو وثنية) شابتهما لغة خاصة بها وتعابير وتراكيب هي على مقدار من التوتر. ونمّت قصائدها بالفرنسية عن نفَس شعري طالع من روحها وجسدها في آن، فيه من تلقائية التعبير ما فيه من الاغتراب في الخيال والجموح في اقتحام المحرم الشعري. 

لكنّ الشاعرة ما لبثت أن أدركت أنّ الكتابة لا تكون إلا باللغة الأم، لغة الأرض والناس، لغة الوجدان والذاكرة، بخاصة عندما عادت من غربتها في كندا، فأقبلت على العربية درساً وقراءة حتى تمكنت منها، وأتقنتها خلال فترة قصيرة وأضحت ملمة بها، بقواعدها وأسرارها الصغيرة. 

ولعل ما ميز شعرها بالعربية لاحقاً هو انفتاحه على اللغتين الفرنسية والإسبانية، على إيقاعاتهما وخصائصهما اللغوية. وكان على شعرها أن يبدو مختلفاً وغريباً، عماده تفكيك بنية الجمل ومعاودة صوغها انطلاقاً من المفردات المضمرة التي جعلت القصيدة لديها ناقصة ظاهراً ومكتملة باطناً. حتى عناوين بعض دواوينها ارتأتها شبه ناقصة، ومنها على سبيل المثل: «بدءاً من أو ربما»، «كما لو أن خللاً أو في خلل المكان»، «لأني وكأني ولست»... وهذه اللعبة التي يجيدها بعض الشعراء الفرنسيين، أضفت على شعرها طابعاً اختبارياً قائماً على الإيحاء بالمعنى المكتمل عبر عدم اكتمال الكلمات. وقد مدّها التوتر الذي كان سمة من سماتها، بإيقاع لغوي، ينفصل ويتقطّع، ينقبض ويحتدّ، ليتراخى من ثم تراخي الكتابة الحلمية، السوريالية المنابت. 

لم تلتزم صباح زوين مدرسة واحدة أو نهجاً واحداً في الكتابة الشعرية، كتبت القصيدة النثرية الحرة والقصيدة القصيرة جداً، الشديدة الكثافة، والنص الشعري المفتوح على إمكانات اللغة وألعابها الغريبة. بدأت تجربتها في ما يشبه المغامرة وظلت تغامر طوال حياتها، مقتربة في أحيان كثيرة من تخوم المخاطرة. ولم تكن تتراجع، همّها المضي في الكتابة المختلفة التي لا تشبه كتابة أحد سواها. 

لكنها لم تكن غريبة عن المناخ الشعري الذي تفتحت فيه، أخذت من بعض نماذجه منطلقات لتصنع أفقها المتفرد، في جماليته المتوترة والمتنافرة ظاهراً أو شكلاً. 

كانت صباح زوين شاعرة قلقة، وكان الموت أكثر ما يقلقها، الموت كفعل خارجي وكحدث في الجسد والحواس وليس كحتمية وجودية وكحقيقة ميتافيزيقية وروحية. وكانت صارمة في مواجهة الموت الخارجي، وصارمة في احترام سلامة الجسد على طريقة البوذيين والمتصوفة، لا تقرب اللحوم ولا المشروب ولا التدخين. كانت شاعرة نباتية، تكره الشراهة إلا في الكتابة والترجمة. لكن مسلكها السليم هذا لم يخفف من حماستها وحميّاها وتوترها الدائم ومزاجها المتقلب. وكانت تشعر في عمق وجدانها بأنها مظلومة، وبأنها كشاعرة، لم تنل ما تستحقه من ترحاب نقدي وترجمة وشهرة... لكنها على خلاف ما تظن، نالت قسطاً من الشهرة والتقدير والانتشار، لا سيما في زمن الإنترنت الذي كانت من رواده الدائمين، وكُتبت عنها مقالات وترجم شعرها إلى بضع لغات وكانت هي في أحيان تشرف على ترجمة قصائدها. لعله القلق الوجودي الذي عاشته حتى اللحظة الأخيرة جعلها شاعرة غاية في النزق والانفعال الجميل...".

## أعمالها
أصدرت زوين العديد من الأعمال الشعرية والمترجمة، منها:
- على رصيف عار - 1983
- هيام أو وثنية - 1985
- لكن - 1986
- كما لو ان خللا، أو في خلل المكان - 1988
- ما زال الوقت ضائعا - 1992
- البيت المائل والوقت والجدران - 1995
- بدءاَ من. أو، ربما - 1998
- في محاولة مني - 2006
- كلّما أنتِ، وكلّما انحنيتِ على أحرفكِ – 2011
- عندما الذاكرة وعندما عتبات الشمس - 2014

ولها أيضًا:
- عتبات - (بروكسيل بلجيكا - شباط 2009)، وضم بعضَ قصائدها في لغات ثلاث: العربية، وفي ترجمتين فرنسية ونيرلندية عن مؤسسة «هيت بيسكريف».
- كتيّب يضم مختارات من قصائدها في اللغة الإسبانية-الكتالانية- (برسلونا - أيار 2005)

## أنطولوجيات وترجمات
لزوين أنطولوجيات وترجمات عدة، منها: 
- الادب النسائي اللبناني المعاصر - (أنطولوجيا بالعربية، 1997، الجامعة اللبنانية الاميركية)
- تلك الاشياء التي في الافق - (انطولوجيا في الشعر اللبناني المعاصر، الجزائر، 2007)
- الذي ينبح ليس الشتاء - (أنطولوجيا في الشعر اللبناني بالاسبانية، 2008)
- في لقاء الشعر (أنطولوجيا بالاسبانية، الأرجنتين، 2008 (ضمّ شعراء لبنانيين في اللغة العربية والفرنسية، كما شعراء مهمين أرجنتينيين)
- أصوات لبنانية معاصرة - (انطولوجيا بالفرنسية، كيبيك، 2009)

وفي الترجمة:
- الواقعي والمسرحي لنعيم قطان
- الشعر الفرنسي للاسباني بيورد دي لابينيا
- العولمة والديموقراطية لايليا حريق
- رواية كسفورد لخابير مارياس
- فزاعات لمارك دولوز
- الممرضة التونسية
- لكارلس ماكراخ أي بروخا
- شعراء من الأرجنتين للأرجنتيني إدغاردو زوين
- الظل يحترق للروائية السنغالية مامي يونوسيه دييغ
- مجازات مكسيكية للسوري علاء الدين عبد المولى
- اللاسفر للبناني ميشال قصير

## وصلات خارجية
- جهة الشعر - صباح زوين
- صفحة الشاعرة الرسمية على الفايسبوك
- صحيفة الحياة: الأربعاء 17 اب/ أغسطس 2011، والأحد، 12 تشرين الأول/أكتوبر 2014
- جريدة الاخبار اللبنانية
- جريدة الرياض
- lyrikline.org/fr/poemes
- amerika.revues.org
- www.aub.edu.lb